# SOMUA S-35
SOMUA (Société d'Outillage Mécanique et d'Usinage d'Artillerie) S-35 byl francouzský tank, jehož vývoj začal roku 1934. Sériová výroba začala již roku 1935. Byl vyráběn z odlévaných částí, čímž svým způsobem předběhl i nejznámější sovětský tank T-34.
Tank Somua měl poměrně silné pancéřování, přičemž měl kvalitní motor o výkonu 190 hp, který zajišťoval jeho vynikající mobilitu. Podvozek sestával na každé straně z napínacího kola vpředu, devíti pojezdových kol, hnacího kola vzadu a dvou napínacích kladek. Prvních osm pojezdových kol bylo po dvou uloženo ve vozících, které byly po dvojicích společně vypruženy listovými pery. Poslední pár pojezdových kol byl zavěšen individuálně. Podvozek byl chráněn pancéřovými pláty. Ve věži tanku byl osazen kanón SA-35 ráže 47 mm spolu se spřaženým kulometem Chatellerault ráže 7,5 mm. Velitel měl k dispozici malou kopuli s průzory. Do roku 1940 bylo vyrobeno cca 500 tanků S-35, z toho 23 kusů umožnili Němci poslat v listopadu 1941 do severní Afriky.
Tanky Somua bojovaly roku 1940 proti německým vojskům, avšak ani ony nedokázaly zabránit kapitulaci Francie. Němci je pokládali za nejlepší francouzské stroje, proto byly zařazeny do výzbroje Wehrmachtu pod označením PzKpfw 35-S 739(f). Tanky Somua se účastnily bojů na vedlejších frontách, na východní frontě byly nasazeny proti partyzánům. Některé stroje byly dodány do Itálie a Chorvatska. Na západní frontě se účastnily bojů po spojenecké invazi roku 1944 na straně Německa a některé zachovalé kusy byly zařazeny do jednotek obnovené armády Francie na osvobozeném území.